# Distretto di Midyat
Il distretto di Midyat (in turco Midyat ilçesi) è uno dei distretti della provincia di Mardin, in Turchia.